# Khai Nguyên
Khai Nguyên (chữ Hán giản thể: 开原市, âm Hán Việt: Khai Nguyên thị) là một thành phố cấp huyện trực thuộc địa cấp thị Thiết Lĩnh, tỉnh Liêu Ninh, Cộng hòa Nhân dân Trung Hoa. Thành phố Khai Nguyên có diện tích 2825 km², dân số 580.000 người. Mã số bưu chính của Khai Nguyên là 112300. Chính quyền thành phố đóng tại số 28 đường Tân Hoa của nhai đạo Tân Thành. Thành phố Khai Nguyên được thành lập từ huyện cùng tên năm 1988, năm 1998 điều chỉnh quy hoạch, chuyển hương Dương Mộc và hương Niếp Gia qua quận Thanh Hà. Thành phố Khai Nguyên được chia thành 3 nhai đạo biện sự xứ, 9 trấn, 4 hương, 4 hương dân tộc.
- Nhai đạo biện sự xứ: Tân Thành, Lão Thành, Hưng Khai.
- Trấn: Bát Bảo, Khánh Vân Bảo, Kháo Sơn, Nghiệp Dân, Kim Câu Tử, Trung Cố, Bát Khoa Thụ, Liên Hoa, Uy Viễn Bảo.
- Hương: Thành Đông, Tùng Sơn Bảo, Mã Gia Trại, Lý Gia Đài.
- Hương dân tộc: hương dân tộc Mãn Thượng Phì, hương dân tộc Mãn Hạ Phì, hương dân tộc Mãn Hoàng Kỳ Trại, hương dân tộc Mãn Lâm Phong.